# Pitkernski jezik
Pitkernski jezik (pitkern, pitkernski engleski, englesko-tahićanski jezik; pitcairn-norfolk; ISO 639-3: pih), jedini član jezične porodice cant, po novijoj klasifikacioji kreolski, kojim se služe Pitkernci, nastao miješanjem engleskog i tahićanskog jezika. Pobunom na brodu Bounty, pobunjenici u pratnji Tahićana i Tahićanki naseljevaju se oko 1790. na otok Pitcairn, odakle su se dijelom 1790. i 1859. preselili na otok Norfolk gdje je nastala nova varijanta poznata kao Norfuk. 
Oba jezika ili dijalekta označeni su kodnim imenom [pih]. Manjim dijelom govori se kao pitkernski ili pitkern od Pitkernaca na Pitcairnu (36; 2002). Dijalekti pitkernski engleski i norfolški engleski (580; 1989 Holm) ponekad se smatraju posebnim jezicima.

## Vanjske poveznice
- Ethnologue (14th)
- Ethnologue (15th)